# NGC 656
NGC 656 (również PGC 6293 lub UGC 1194) – galaktyka soczewkowata (SB0), znajdująca się w gwiazdozbiorze Ryb. Odkrył ją Heinrich Louis d’Arrest 20 września 1865 roku.